# Leszczewek (jezioro)
Jezioro Leszczewek – jezioro położone w północno-wschodniej Polsce w gminie Suwałki, na terenie Wigierskiego Parku Narodowego.

## Opis
Jezioro Leszczewek jest położone na wysokości 131,9 m n.p.m. Jego powierzchnia wynosi około 21 ha, średnia głębokość: 3,6 m, a maksymalna głębokość: 6,5 m. Jest połączone z jeziorem Wigry. W przeszłości obszar dzisiejszego jeziora Leszczewek był częścią akwenu Prawigry.  